# جمیل آدام
جمیل آدام (انگلیسی: Jamil Adam؛ زادهٔ ۵ ژوئن ۱۹۹۱) یک بازیکن فوتبال اهل نیجر است.